# Понизовье (село, Руднянский район)
Понизо́вье — село в Смоленской области России, в Руднянском районе. Расположено в северо-западной части области в 36 км к северу от районного центра, на левом берегу реки Каспля, в 26 км к западу от Демидова и в 10 км к востоку от границы с Беларусью. Население — 959 жителей (2007 год). Административный центр Понизовского сельского поселения.

## История
До 1924 село в составе Силуяновской волости Поречского уезда Смоленской губернии. В 1924—1929 годах — административный центр Понизовской волости Демидовского уезда. В 1929—1930, 1935—1961 годах — центр одноимённого района. С 1961 года в составе Руднянского района

## Экономика
Средняя школа, больница, библиотека, молочный завод.

## Достопримечательности
- Скульптура на братской могиле 588 воинов и партизан Советской Армии, погибших в 1941—1943 гг.
- Городище при впадении р. Сухая Поленница в р. Каспля.
- Плодопитомник «Смоленские саженцы» единственный питомник, в котором продают только местный посадочный материал.
- В с. Понизовье проживает легендарный бывший участковый Москалёв Алексей Васильевич.
- Понизовье расположено на левом берегу р. Каспля. Река была частью пути «из варяг в греки».